# Käfersteige
In der Grube Käfersteige wurde bis 1997 Fluss- und Schwerspat abgebaut. Im Bereich der Käfersteige wird das größte Flussspatvorkommen Europas angenommen. Die Stollen und die modernere, mit straßentauglichen Lastkraftwagen befahrbare Rampe liegt bei Pforzheim, Ortsteil Würm im Würmtal in Richtung Tiefenbronn. In der Gegend gibt es weitere Fluss- und Schwerspatlagerstätten bei der Burgruine Liebeneck, Dillweißenstein und Huchenfeld, die zum Teil auch kurzzeitig abgebaut wurden.

## Geschichte

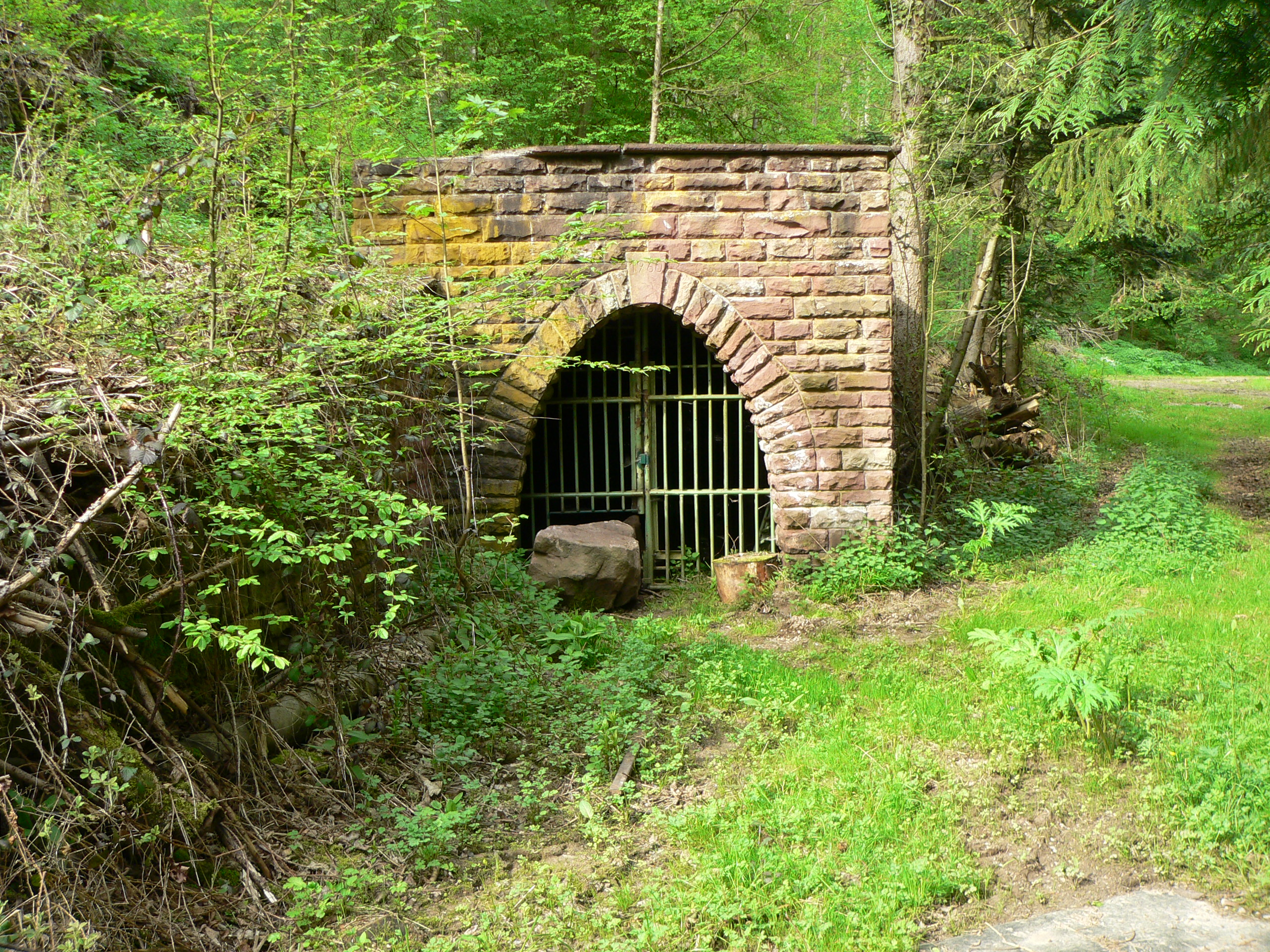
Das Stollenmundloch von 1960

Im Jahr 1920 wurde man im Rahmen der Erkundung von Schwerspatvorkommen im Pforzheimer Raum auf diesen Gang aufmerksam. Der erste Pachtvertrag wurde am 10. Mai 1932 zwischen dem Land Baden und Alois Hartmann abgeschlossen. Hartmann überließ seine Rechte am 1. Dezember 1933 der von dem Goldwarenfabrikanten Döppenschmitt gegründeten und finanzierten Firma Fluss- und Schwerspatwerke Pforzheim, Döppenschmitt & Co. in Pforzheim. Der Betrieb wurde Anfang des Jahres 1934 aufgenommen; 1940 gingen die Werke an die I.G. Farben, 1951 an Bayer Leverkusen.
1997 gab der Konzern den Abbau der Mineralien in der Grube Käfersteige auf. Als Gründe wurden Konkurrenz durch billigere Importe, der Rückgang der europäischen Fluorkohlenwasserstoffindustrie und ungünstige Wechselkurse genannt.
Insgesamt wurden von 1920 bis 1996 etwa 2 Millionen Tonnen Flussspat und (in deutlich geringeren Mengen) Schwerspat aus der Grube Käfersteige gefördert.

## Gegenwart

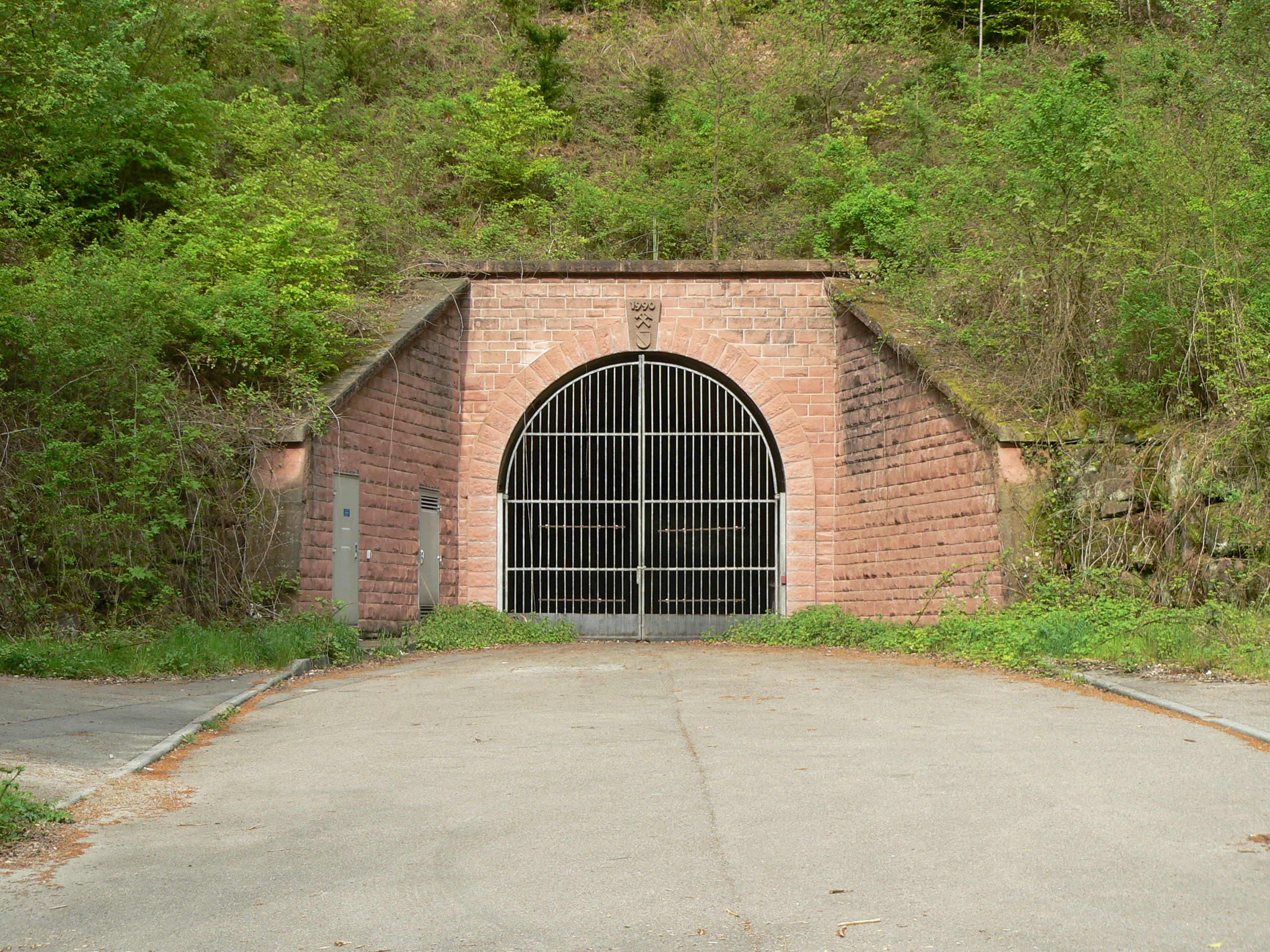
Das Mundloch der Rampe von 1990

Die Zugänge und die Untertageanlagen der Grube Käfersteige wurden in Folge der Schließung fachgerecht verwahrt, sodass eine zukünftige Wiederaufnahme der Gewinnung des noch reichlich in der Grube vorhandenen Flussspats jederzeit möglich ist. Momentan ist die Grube bis auf den natürlichen Grundwasserstand abgesoffen und steht größtenteils unter Wasser; die Tagesöffnungen sind mit Stahltoren fest verschlossen.
Die Grube ist nicht öffentlich zugänglich; das Betreten und Befahren der Untertageanlagen ist lebensgefährlich und illegal.
Im Jahr 2022 hat sich die Deutsche Flussspat GmbH die Gewinnungsrechte gesichert und plant gegen Ende 2025 den Regelbetrieb der Grube zu beantragen.

## Zukunft
Flussspat wird sowohl von der EU als auch von der Bundesrepublik Deutschland als wichtiger, sogenannter kritischer Rohstoff für die Versorgung der heimischen Industrie angesehen. Bedarf und Preis sind in den letzten zwanzig Jahren kontinuierlich angestiegen. In jüngerer Zeit hat die Bedeutung des Minerals weiter zugenommen, weil es für die Elektrolyte in den Lithium-Ionen-Batterien benötigt wird. Deutschland ist neben den USA und Italien einer die größten Importeure von Flussspat weltweit – Hauptlieferländer sind Mexiko, Südafrika und China.
Die stetig steigende Nachfrage an Flussspat und die Möglichkeit einer regionalen Gewinnung dieses essenziellen Rohstoffs – ohne Lieferkettenrisiko und mit geringerer Umweltbelastung im Vergleich zu langen Transportwegen aus Übersee – machen eine Wiederaufnahme des Gewinnungsbetriebs auf der Grube Käfersteige heutzutage wieder interessant. Selbst das Umweltbundesamt sieht die Grube Käfersteige als ein „Musterbeispiel“ dafür an, wie Rohstoffgewinnung mit minimalen Eingriffen an der Oberfläche funktionieren kann.
Die Grube Käfersteige könnte einen Großteil des deutschen Bedarfs an Flussspat sichern.